# Vivien Leigh
Vivien Leigh, pseudonimo di Vivian Mary Hartley (Darjeeling, 5 novembre 1913 – Londra, 8 luglio 1967), è stata un'attrice britannica.

Nella sua trentennale carriera fu una prolifica attrice soprattutto di teatro, ivi diretta più volte dal secondo marito Laurence Olivier e in cui interpretò ruoli molto differenti, dalle eroine delle commedie di Noël Coward e George Bernard Shaw, a quelle delle tragedie shakespeariane; lavorò meno per il cinema, recitando di fatto solo in una ventina di film tra cui si annoverano titoli celeberrimi come Via col vento, dove interpretò la parte dell'iconica protagonista Rossella O'Hara, che immortalò la sua fama.
Vinse due premi Oscar alla miglior attrice: nel 1940 per Via col vento e nel 1952 per Un tram che si chiama desiderio. Si aggiudicò inoltre un premio BAFTA, due New York Film Critics Circle Awards, un Tony Award e una Coppa Volpi a Venezia. Nel 1999 si classificò al sedicesimo posto nella lista delle più grandi star femminili di tutti i tempi dall'American Film Institute.
Convisse per tutta l'età adulta con un disturbo bipolare che ne mise più volte a rischio le relazioni sociali e professionali, e con una tubercolosi mal curata che la portò alla morte all'età di 53 anni.
(Lord Laurence Olivier, 1983)

## Biografia

### Debutto
Vivian Mary Hartley, questo è il vero nome dell'attrice, nacque a Darjeeling, nel Bengala, da Ernest Hartley, ufficiale della cavalleria britannica di stanza nell'Impero indiano, e Gertrude Robinson Yackje, che si erano sposati nel 1912 a Kensington (Londra). Quando Vivian aveva quattro anni, il padre fu trasferito a Bangalore, mentre la bambina rimase con la madre a Ootacamund.
Vivian fece la sua prima apparizione su un palcoscenico all'età di tre anni, recitando nel gruppo teatrale amatoriale cui partecipava la madre; la donna infuse nella figlia l'amore per la letteratura, sia narrandole storie della mitologia greca o indiana, sia di autori quali Hans Christian Andersen, Lewis Carroll e Rudyard Kipling. All'età di sei anni fu mandata a studiare nel convento del Sacro Cuore di Roehampton, in Inghilterra, dove divenne amica della futura attrice Maureen O'Sullivan, alla quale espresse per la prima volta il proprio desiderio di svolgere questa professione.
Vivian completò la propria istruzione in Europa, per fare ritorno a Londra nel 1931; lì scoprì che in un cinema del West End veniva proiettato un film dell'amica Maureen O'Sullivan, e comunicò ai genitori il proprio desiderio di diventare anche lei attrice. Entrambi la sostennero, e il padre la aiutò a iscriversi alla Royal Academy of Dramatic Art (R.A.D.A.) a Londra. Poco prima di essere ammessa al R.A.D.A., nell'aprile del 1932, la diciottenne Vivian conobbe l'avvocato Herbert Leigh Holman; dopo un fidanzamento di pochi mesi, i due decisero di sposarsi e Holman, profondamente scettico nei confronti del mondo dello spettacolo, chiese a Vivian di congedarsi dall'Accademia. Il matrimonio ebbe luogo il 20 dicembre 1932 ma, dopo poche settimane, l'ambiziosa Vivian ottenne il permesso di rientrare al R.A.D.A., dove riprese a seguire i corsi di recitazione con grande impegno e disciplina, e iniziò a coltivare la passione – trasmessale dal marito – nei confronti dell'arte e dell'arredamento, interessi per i quali iniziò a dimostrarsi assai abile e competente.
Il 12 ottobre 1933 nacque la loro figlia Suzanne. Malgrado il lieto evento, la vita matrimoniale e la maternità non risultarono congeniali all'irrequieta indole di Vivien e non la distolsero dalle sue ambizioni artistiche e dall'entusiasmo con cui affrontò i saggi all'Accademia e i primi lavori come modella pubblicitaria.
(Vivien Leigh)
Nell'estate del 1934, Vivian accettò un piccolo ruolo di comparsa nel film Things Are Looking Up e assunse l'agente John Gliddon, che le consigliò di adottare un nome d'arte. Dapprima l'attrice scelse "Vivian Holman", ma Gliddon lo ritenne inadatto e le propose "April Morn"; lei rifiutò e optò per "Vivian Leigh". Gliddon la raccomandò al regista Alexander Korda, che però non la ritenne abbastanza dotata come interprete.
I primi riconoscimenti al talento di Vivian giunsero con l'interpretazione dell'opera teatrale The Mask of Virtue (1935). Dopo l'apparizione di numerosi articoli in cui veniva elogiata la bravura dell'attrice, Alexander Korda si ricredette e stipulò con lei un contratto, su cui il suo nome venne definitivamente corretto in Vivien. Leigh lavorò nello spettacolo teatrale di Korda con successo, finché il regista non decise di trasferirsi in un teatro più grande, per accogliere un maggior numero di spettatori; qui si accorse che la voce di Leigh non era abbastanza forte da essere udibile da tutto il teatro, cosicché lo spettacolo terminò presto le sue rappresentazioni.

### Incontro con Laurence Olivier
(Laurence Olivier)
Colpito dall'interpretazione di Leigh in The Mask of Virtue, Laurence Olivier la incontrò per congratularsi; tra i due nacque un'amicizia che si trasformò in attrazione reciproca due anni dopo, quando interpretarono il ruolo di due amanti nel film Elisabetta d'Inghilterra (1937). Alla fine delle riprese fu chiara la relazione tra i due, nonostante lui fosse sposato con l'attrice Jill Esmond. Leigh e Olivier iniziarono una convivenza, malgrado i rispettivi coniugi rifiutassero entrambi di accordare loro il divorzio.
Leigh nel frattempo interpretò Ofelia nell'Amleto diretto da Olivier all'Old Vic Theatre. L'attore racconterà in seguito un incidente avvenuto a causa di un repentino sbalzo di umore di Vivien mentre si stava tranquillamente preparando ad andare in scena. Senza alcun motivo apparente, ella iniziò a inveire contro di lui, prima di ritornare improvvisamente silenziosa con lo sguardo fisso nel vuoto. La sua interpretazione non risentì dell'avvenimento e, dal giorno seguente, tutto ritornò alla normalità. Olivier dichiarò che fu il primo momento in cui fu testimone dei forti problemi di personalità di Leigh.
L'anno seguente Vivien lavorò con l'amica Maureen O'Sullivan nel film Un americano a Oxford (1938), che le regalò notorietà negli Stati Uniti, ma che le fece guadagnare anche la reputazione di attrice con cui era molto difficile lavorare. Per questa ragione Korda ammonì il suo agente, dichiarando che il suo contratto non sarebbe stato rinnovato se Leigh non avesse cambiato atteggiamento e posto freno al suo temperamento.

### Via col vento

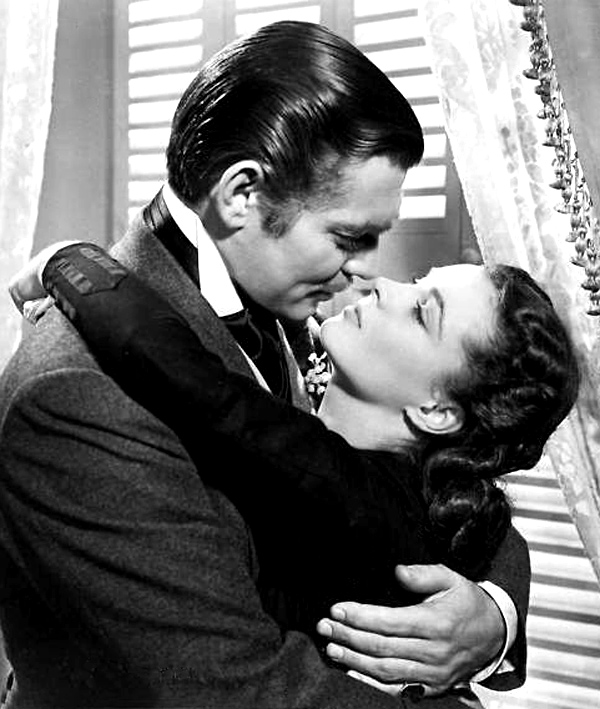
Clark Gable e Vivien Leigh sul set di Via col vento (1939)

Affascinata dalla lettura di Via col vento, popolare romanzo di Margaret Mitchell, nel febbraio 1938 Vivien chiese al suo agente americano di segnalarla al produttore David O. Selznick, che stava preparando una riduzione cinematografica dell'opera e che aveva organizzato un'imponente campagna pubblicitaria per trovare l'interprete adatta al ruolo della protagonista Rossella O'Hara. Il contatto fu agevole, in quanto l'agente di Leigh era anche il corrispondente londinese dell'agenzia di Myron Selznick, fratello del produttore. Questi assistette alla proiezione delle più recenti pellicole dell'attrice, Elisabetta d'Inghilterra e Un americano a Oxford, e ne rimase colpito al punto da recuperare e visionare tutti i film inglesi in cui lei aveva recitato. Nell'agosto dello stesso anno contattò Alexander Korda, presso cui Leigh era ancora sotto contratto, per scritturarla l'anno seguente.
Nel frattempo Olivier, forte del grande successo ottenuto negli ultimi anni in Inghilterra, e nel tentativo di sfondare anche negli Stati Uniti, partì per Hollywood dopo che il produttore Samuel Goldwyn gli propose il ruolo di Heathcliff in Cime tempestose (1939), riduzione cinematografica dell'omonimo romanzo, per la regia di William Wyler. Vivien Leigh ricevette un'offerta per il ruolo secondario di Isabella, che però lei rifiutò, sperando di ottenere invece il ruolo della protagonista femminile Cathy, già assegnato a Merle Oberon. Il dissenso tra il produttore e il regista fece sì che l'attrice in un primo momento non seguisse Olivier in America.

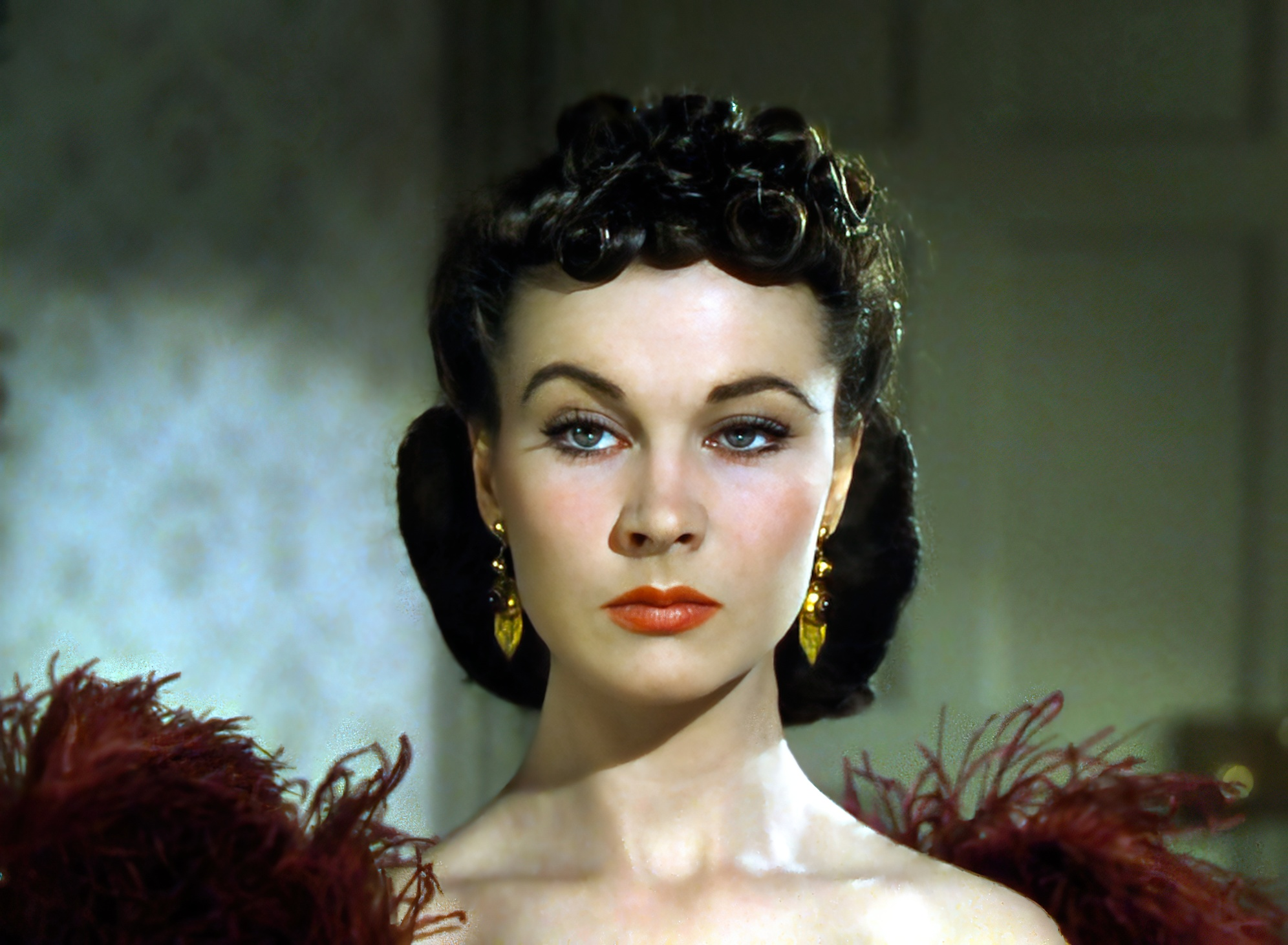
Vivien Leigh interpreta Rossella O'Hara in Via col vento (1939)

Leigh si recò poi a Los Angeles in ottobre, in apparenza solo per stare vicino al compagno. Quando Myron Selznick, che era anche agente di Laurence Olivier, la conobbe personalmente, capì che aveva tutte le caratteristiche che il fratello David stava da tempo cercando per la protagonista di Via col vento, con l'unica pecca dell'accento inglese incompatibile con il personaggio di Rossella O'Hara, un'americana del Sud. Egli condusse pertanto Vivien sul set il 10 dicembre 1938, mentre avvenivano le primissime riprese del film, ovvero l'incendio della città di Atlanta, e la presentò a David O'Selznick e al regista George Cukor. Il produttore rimase entusiasta della bellezza di Leigh, del suo temperamento e della vitalità con cui affrontò i provini. L'attrice vinse la concorrenza delle ultime tre candidate che ancora ambivano al ruolo dell'indomita Rossella, ovvero Paulette Goddard, Jean Arthur e Joan Bennett, e dopo pochi giorni ottenne la parte, iniziando a lavorare con impegno e determinazione per modificare il proprio accento inglese.
Le riprese del film furono molto lunghe ed estenuanti, soprattutto dopo che il regista George Cukor venne sostituito con Victor Fleming, con il quale sia Leigh che la partner Olivia de Havilland ebbero frequenti discussioni, al punto che entrambe le attrici si rivolsero più volte di nascosto a Cukor, nei fine settimana o addirittura di notte, per ricevere consigli e suggerimenti sulle loro rispettive interpretazioni. Leigh fece comunque amicizia, oltre che con de Havilland, anche con Leslie Howard e Clark Gable nonostante di quest'ultimo non apprezzasse l'alito (che a detta sua sapeva di fumo) al punto da far tagliare alcune scene in cui avrebbe dovuto baciarlo. In un'intervista, Olivia de Havilland disse che "Ci voleva molto per preparare le telecamere, per avere pronto il set di una scena da girare. Così Vivien trovava un angolo tranquillo, in disparte, e lei e Gable giocavano a un gioco chiamato battaglia navale, e occasionalmente invitavano anche me a unirsi a loro". Gli intensi ritmi di lavorazione, che andavano ad aggiungersi al malcelato disprezzo di Vivien per i set cinematografici, furono causa di forte stress per l'attrice, che fu impegnata nelle riprese del film sette giorni su sette, e spesso fino a notte fonda, il che non le consentiva di vedere Olivier, il quale nel frattempo si era trasferito a New York per recitare a Broadway in una commedia accanto alla star del palcoscenico Katharine Cornell.
Via col vento procurò a Leigh un'immediata notorietà, ma lei replicò a ciò sostenendo che "Io non sono una star del cinema – Io sono un'attrice. Essere una star del cinema – solo una star del cinema – è una vita così finta, vissuta solo per finti valori e per la pubblicità. Le attrici vanno avanti per così tanto tempo e ci sono sempre ruoli meravigliosi da interpretare". Per la sua memorabile e intensa interpretazione, l'attrice vinse l'Oscar alla miglior attrice, una delle dieci statuette ottenute dal film, oltre ad altri riconoscimenti.

### Matrimonio e anni quaranta

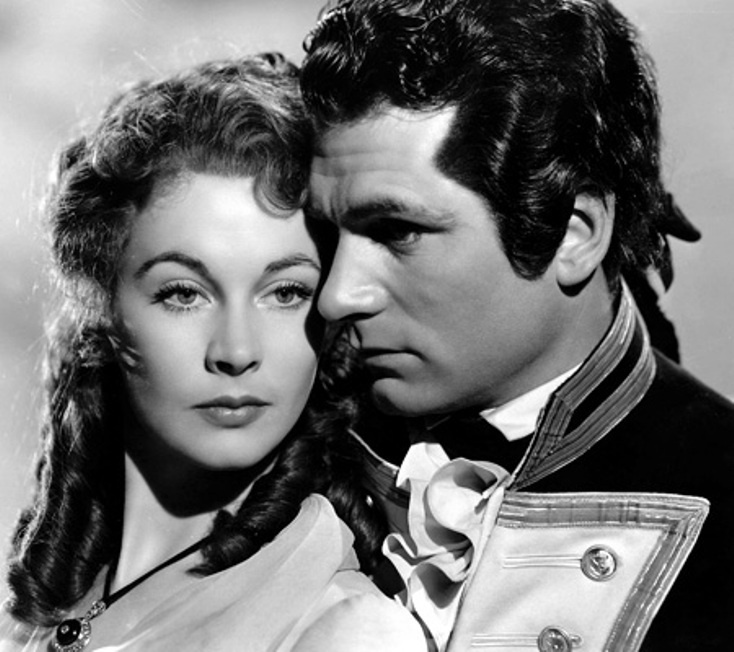
Vivien Leigh e Laurence Olivier nel 1941

Nel febbraio 1940 Jill Esmond si arrese e concesse il divorzio a Olivier, e lo stesso fece Holman con Vivien Leigh, conservando però una stretta amicizia con lei, che durerà tutta la vita; sia Esmond che Holman ottennero la custodia dei rispettivi figli, Tarquin Olivier e Suzanne Holman. Il 30 agosto dello stesso anno, Vivien Leigh sposò Laurence Olivier a Santa Barbara, in California, con una cerimonia civile a cui furono presenti solo i due testimoni, l'attrice Katharine Hepburn e lo scrittore e sceneggiatore Garson Kanin.
Leigh, nella speranza di riconfermare il proprio successo presso il pubblico americano, fece un provino per il film Rebecca, la prima moglie di Alfred Hitchcock, in cui il marito aveva il ruolo di protagonista e il cui produttore era ancora David O. Selznick; quest'ultimo però notò una minore intensità di interpretazione e un minore entusiasmo verso il ruolo, visione condivisa sia da Hitchcock sia da George Cukor, mentore di Leigh. Al suo posto venne dunque scritturata Joan Fontaine. Leigh si propose per un altro ruolo accanto al marito, quello di protagonista in Orgoglio e pregiudizio, ma la parte andò a Greer Garson. Una terza occasione di lavorare insieme, in Il ponte di Waterloo, sfumò perché Olivier venne sostituito con Robert Taylor.

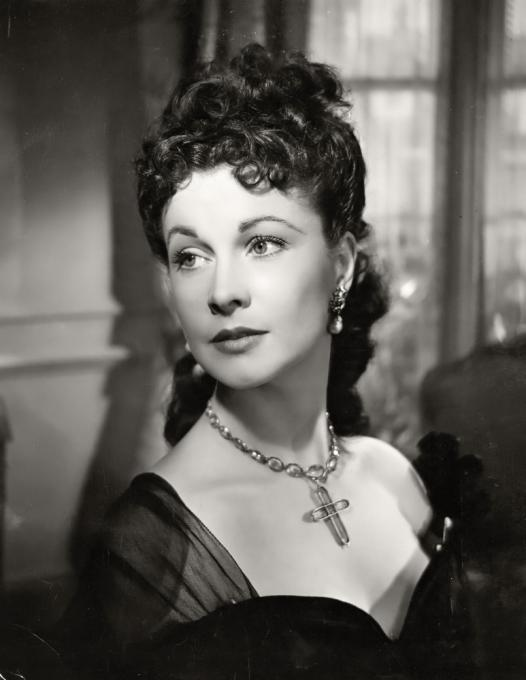
Vivien Leigh in Anna Karenina (1948)

I coniugi Olivier allestirono allora una rappresentazione teatrale di Romeo e Giulietta a Broadway, ma la stampa di New York criticò il carattere adulterino della relazione tra i due prima del matrimonio, oltre che il rifiuto di tornare in patria per dare il loro contributo a un'Inghilterra fortemente colpita dalla guerra. Lo spettacolo fu pertanto oggetto di recensioni negative e per la coppia, che aveva investito in esso buona parte del proprio denaro, fu un periodo di crisi finanziaria. Nel 1941 girarono insieme Lady Hamilton, una delle tante pellicole che Hollywood realizzò con l'obiettivo di spingere il pubblico americano a un sentimento pro-britannico. Il film, in cui Olivier e Leigh interpretarono i ruoli di Horatio Nelson e della sua amante Emma Hamilton, ebbe grande successo al punto che Winston Churchill, che per molti anni intrattenne rapporti di amicizia con la coppia, ne organizzò una proiezione privata durante una festa cui partecipò anche Franklin Delano Roosevelt.
Nel 1943 i coniugi Olivier tornarono in Inghilterra e Leigh si recò in Nordafrica per partecipare ad alcuni spettacoli per le truppe, prima di ammalarsi gravemente con sintomi di tosse e febbre persistenti; le fu diagnosticata una tubercolosi al polmone sinistro e fu dimessa dopo molte settimane di ricovero, apparentemente guarita, ma affetta nel frattempo da una forte depressione. Dopo il ritorno a casa da Olivier, ebbe una serie di frequenti attacchi maniacali (dei quali al termine non ricordava nulla), accompagnati dall'alternarsi di momenti di depressione e di iperattività, che il marito riconobbe come i primi sintomi del suo disturbo bipolare.
Nel 1945 l'attrice tornò a recitare sul grande schermo, ma le pellicole Cesare e Cleopatra (1945) e Anna Karenina (1948) non ottennero particolare apprezzamento da parte della critica. Nel 1947 Olivier venne nominato baronetto e Vivien lo accompagnò a Buckingham Palace per la cerimonia di investitura, divenendo così Lady Olivier, titolo (e conseguente status) che conservò anche dopo il divorzio. Nel 1948 gli Olivier si recarono in Australia e Nuova Zelanda per raccogliere fondi per l'Old Vic Theatre; durante i sei mesi di permanenza nei paesi oceanici, la coppia recitò insieme in varie opere, tra cui il Riccardo III, riscuotendo grande successo. Nonostante ciò, Leigh, sofferente per problemi di insonnia, per una settimana lasciò il posto sul palcoscenico alla propria sostituta. I membri della compagnia ricordano frequenti litigi tra Vivien e Olivier, il peggiore dei quali conclusosi con l'iniziale rifiuto di lei di salire sul palcoscenico, e il ripensamento solo dopo una serie di reciproci schiaffi sul viso.
Terminata la tournée, entrambi rientrarono in Inghilterra stanchi e malati, al punto che Olivier dichiarerà in seguito che il rapporto con Vivien si deteriorò proprio durante quel periodo. Tuttavia i problemi personali non stavano ancora compromettendo la loro carriera, anzi, il successo della tournée li spinse ad apparire insieme al West End, replicando gli stessi spettacoli del tour estero, con l'aggiunta del dramma classico Antigone, fortemente voluto da Leigh che da tempo ambiva a un ruolo da protagonista in una tragedia.

### Vivien e Blanche

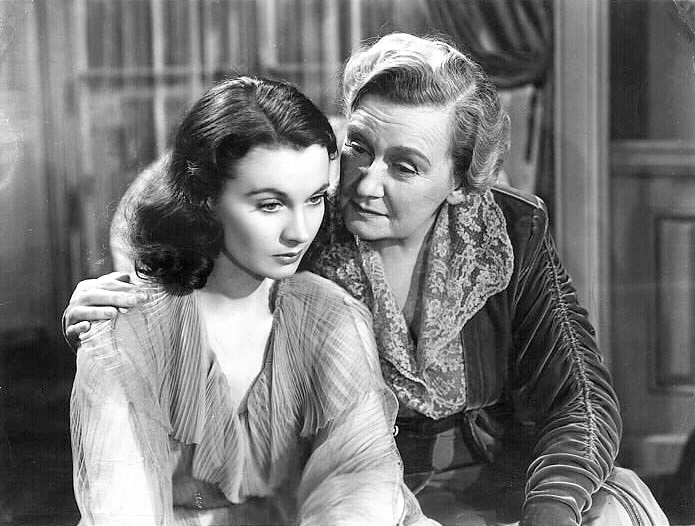
Vivien Leigh e Lucile Watson ne Il ponte di Waterloo (1940)

Alla fine degli anni quaranta, Leigh cercò di ottenere il ruolo di Blanche Dubois nella produzione teatrale inglese di Un tram che si chiama desiderio del drammaturgo Tennessee Williams, che aveva già ammirato il talento dell'attrice in Antigone. Contattato da Williams e dalla produttrice Irene Mayer Selznick, Olivier si dimostrò perplesso sull'opportunità di stipulare il contratto, poiché temeva che il carattere "forte" dell'opera (che prevedeva una scena di stupro e vari riferimenti alla promiscuità e all'omosessualità), potesse causare aggravamenti nel già difficile carattere di Vivien. L'attrice si ostinò e ottenne la parte di protagonista nel dramma, la cui prima ebbe luogo nell'ottobre 1949; il lavoro, diretto dallo stesso Olivier, ricevette forti critiche da parte della stampa, sia sul contenuto dell'opera che sull'interpretazione tipicamente inglese di Leigh, ritenuta troppo classica, composta e posata. Gli Olivier furono inoltre dispiaciuti che parte del successo commerciale dell'opera derivasse dall'aspettativa del pubblico di assistere a ciò che credeva essere una storia lasciva e scandalosa, piuttosto che un dramma di tipo "classico" al quale esso era abituato; nonostante ciò, alcuni critici, tra cui Noël Coward, ne furono estasiati.
L'impegno teatrale dell'attrice terminò dopo 326 repliche, quando venne scritturata per interpretare Blanche anche nella versione cinematografica del dramma, accanto a Marlon Brando, con il quale stringerà un buon rapporto professionale, grazie al suo irriverente e talvolta piccante senso dell'umorismo. Vivien ebbe invece frequenti dissapori con il regista Elia Kazan, al punto che egli riconoscerà pubblicamente il suo effettivo talento di attrice solo verso la fine delle riprese. L'intensa e memorabile interpretazione di Blanche procurò all'attrice il suo secondo Premio Oscar e altri prestigiosi riconoscimenti, ma anche un morboso e inscindibile legame con il suo personaggio, che la condusse lentamente nel baratro della follia. Il film potrebbe aver inferto alla Leigh il colpo di grazia emotivo, poiché sembra che l'attrice fosse entrata nella parte a tal punto da non esser più in grado di scindere il personaggio dalla vita reale e di tornare la persona di prima. Si racconta persino che i medici che la visitarono poco prima della sua morte, domandandole se ricordasse il suo nome, si sentirono rispondere: "Ma certo! Il mio nome è Blanche Dubois".

### Divorzio

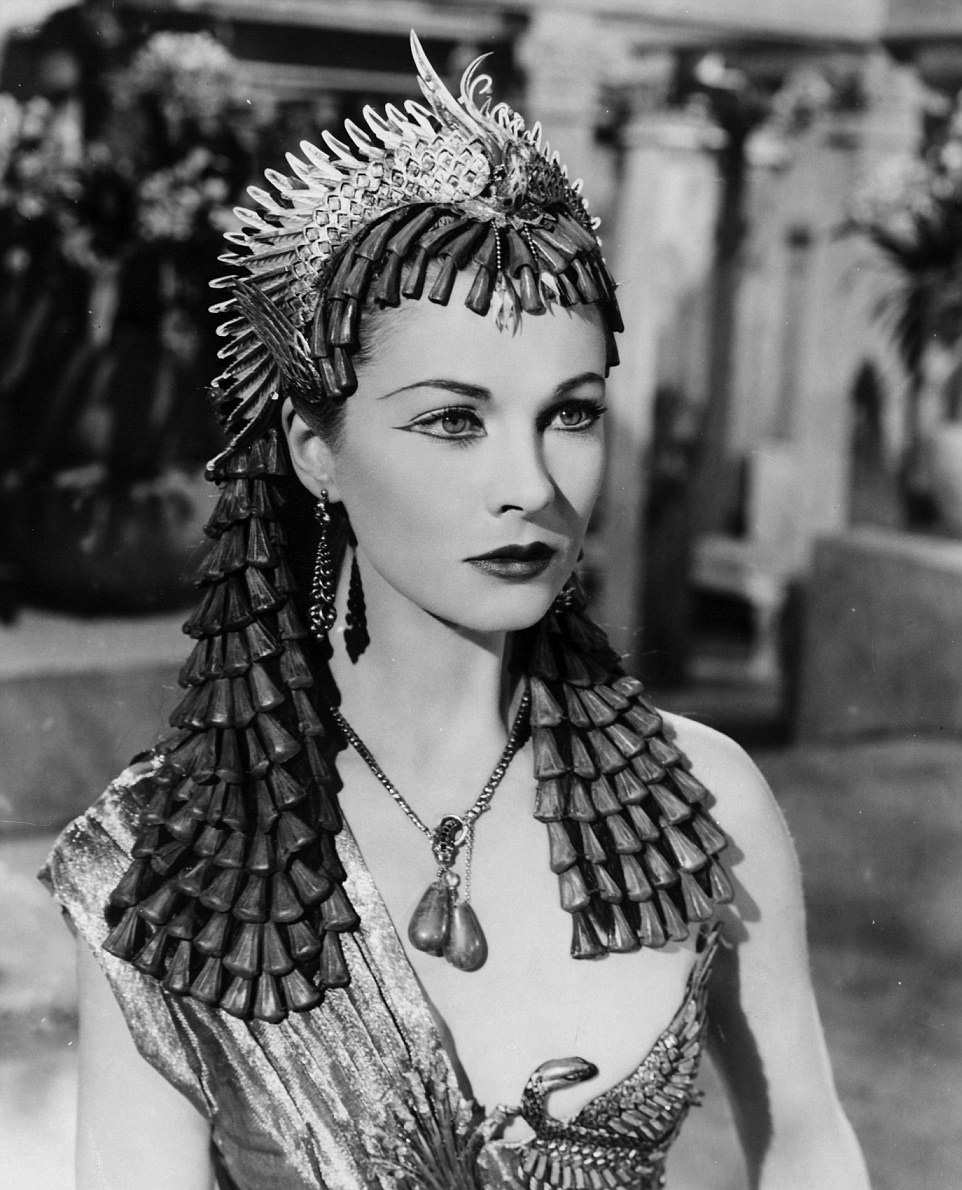
Vivien Leigh è Cleopatra in Cesare e Cleopatra (1945)

Nel 1951, Leigh e Olivier interpretarono i ruoli di Giulio Cesare/Marco Antonio e di Cleopatra in due differenti spettacoli, uno tratto dall'opera di William Shakespeare (in cui Olivier vestì i panni di Antonio) e l'altro da quella di George Bernard Shaw (con Olivier nel ruolo di Cesare), alternando ogni sera una delle due performance e ottenendo buone recensioni per entrambe, al punto da rappresentarle anche a New York l'anno seguente. Le critiche furono positive anche in America, a eccezione di quella di Kenneth Tynan, secondo il quale il mediocre talento di Vivien Leigh oscurava quello, più notevole, del marito; questa recensione fece nuovamente sprofondare l'attrice nell'ansia, nonostante fosse solo un esempio isolato a fronte della maggioranza di commenti positivi sulla sua interpretazione.
L'anno seguente Leigh si trasferì a Ceylon per girare un film con la Paramount Pictures, La pista degli elefanti (1954), con la regia di William Dieterle, ma cadde vittima di un forte esaurimento nervoso pochi giorni dopo l'inizio delle riprese, e venne sostituita da Elizabeth Taylor. Tornata in Inghilterra, comunicò al marito di aver avuto una relazione con Peter Finch, coprotagonista nel film che avrebbe dovuto girare. Ormai impossibilitato a nascondere i problemi di salute della moglie ad amici e colleghi, Olivier fece ricoverare Vivien per alcuni mesi, dopo i quali lei si riprese e recitò accanto al marito in The Sleeping Prince.
Nel 1955, Leigh e Olivier andarono in scena nella città natale di William Shakespeare, Stratford-upon-Avon, dove recitarono insieme in La dodicesima notte, Macbeth e Tito Andronico. Le performance della coppia attirarono un vasto pubblico e ottennero ottime recensioni, oltre a procurare all'attrice un certo miglioramento delle condizioni di salute. Noël Coward propose quindi all'attrice il ruolo di protagonista in un suo spettacolo, ma proprio in quel periodo lei scoprì di essere incinta e rinunciò all'impegno; poche settimane dopo, però, ebbe un aborto spontaneo che la fece ripiombare in un lungo periodo di depressione. Olivier la condusse allora con sé in una tournée europea del Tito Andronico, ma il viaggio fu segnato dai frequenti attacchi di isterìa di Vivien, le cui crisi maniacali coinvolsero Olivier e il resto della compagnia, al punto che, al loro ritorno, l'attore chiese all'ex marito di lei, Leigh Holman, di trasferirsi temporaneamente a casa loro per aiutarlo ad affrontare la difficile situazione. Nel 1955 Leigh prese parte anche al film Profondo come il mare di Anatole Litvak, che però non ebbe successo.
Nel 1958, considerando il suo matrimonio ormai in crisi irreversibile, intraprese una relazione con l'attore John Merivale che, pienamente consapevole della difficile situazione clinica dell'attrice, rassicurò Olivier sul suo desiderio di prendersi cura di lei. Nel 1960 gli Olivier divorziarono, e lui si risposò in seguito con l'attrice Joan Plowright.

### Ultimi anni e morte

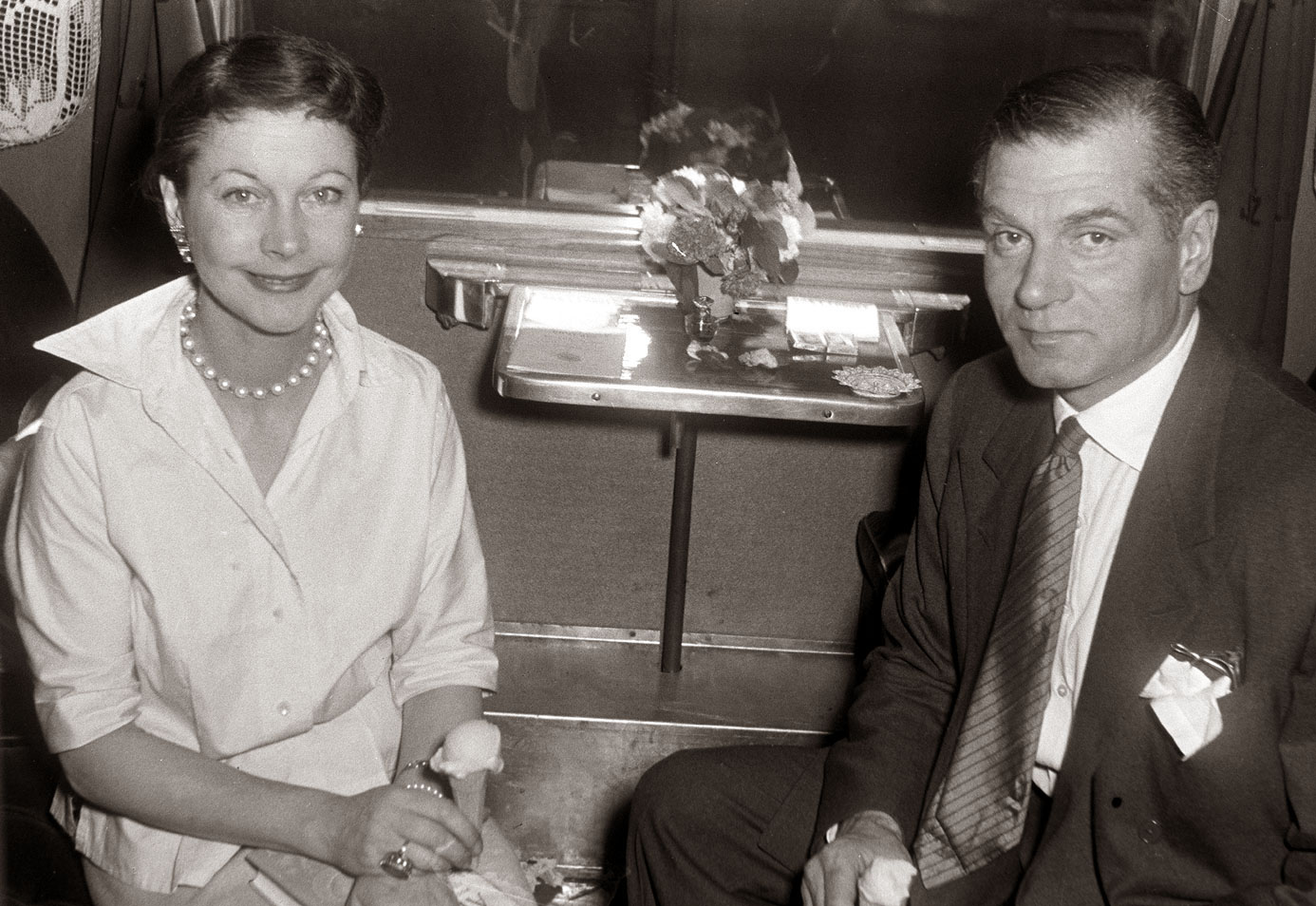
Vivien Leigh e Laurence Olivier nel 1957

Merivale tentò di instaurare un rapporto stabile con Leigh, con il supporto di Leigh Holman, ma nonostante l'apparente recupero di una certa serenità, ella confidò che avrebbe preferito "aver vissuto una breve vita con Larry [Olivier] che una lunga senza di lui". In quel periodo l'attrice prese parte anche al film La primavera romana della signora Stone (1961) di José Quintero, tratto dall'omonimo romanzo di Tennessee Williams, in cui recitò accanto al giovane Warren Beatty.
Tra il luglio 1961 e il maggio 1962, Merivale seguì Vivien in una tournée in Australia, Nuova Zelanda e America Latina, dove lei ottenne critiche positive, nonostante non avesse più Olivier al suo fianco sul palcoscenico. Malgrado fosse periodicamente colpita da episodi depressivi, riuscì a continuare a lavorare, e nel 1963 vinse anche un Tony Award come miglior attrice per la sua interpretazione nel musical Tovarich. Nel 1965, in un ruolo pensato inizialmente per Katharine Hepburn, apparve per l'ultima volta sul grande schermo nel film La nave dei folli di Stanley Kramer, inserita in un cast internazionale che comprendeva, tra gli altri, Simone Signoret, José Ferrer, Lee Marvin e Oskar Werner.
Nel maggio del 1967, mentre si stava preparando alle rappresentazioni di Un equilibrio delicato (tratto dal dramma di Edward Albee) accanto a Michael Redgrave, Leigh venne colpita da un ennesimo grave attacco di tubercolosi, malattia di cui ormai soffriva da oltre vent'anni; l'attrice tentò di resistere per alcune settimane, rifiutando il ricovero e osservando il riposo assoluto presso la sua residenza londinese di Eaton Square.
La sera del 7 luglio, Merivale la lasciò per recarsi a recitare in teatro, come ogni giorno, e tornò a casa a mezzanotte trovandola addormentata. Circa mezz'ora dopo vide il suo corpo che giaceva a terra senza vita: cercando di raggiungere il bagno, l'attrice aveva avuto un collasso in seguito all'entrata di liquido nei polmoni, oltre a una forte emorragia interna. Merivale attese le 8 del mattino successivo per contattare Olivier, che era ricoverato in un ospedale vicino per un cancro alla prostata. L'attore si recò subito a Eaton Square, ma sconvolto e già sofferente per la malattia, non fu in grado di aiutare Merivale, a cui lasciò il compito di affrontare i preparativi per il funerale.
Vivien Leigh venne cremata al Golders Green Crematorium e le sue ceneri furono sparse da Merivale nel laghetto di Tickerage Mill, residenza dell'attrice presso la località di Blackboys, nel Sussex (Inghilterra).
È stata madrina delle attrici Juliet Mills e Suzanna Leigh.

## Filmografia
- The Village Squire, regia di Reginald Denham (1935)
- Look Up and Laugh, regia di Basil Dean (1935)
- Things Are Looking Up, regia di Albert de Courville (1935)
- Gentlemen's Agreement, regia di George Pearson (1935)
- Elisabetta d'Inghilterra (Fire Over England), regia di William K. Howard (1937)
- Le tre spie (Dark Journey), regia di Victor Saville (1937)
- Patrizia e il dittatore (Storm in a Teacup), regia di Ian Dalrymple e Victor Saville (1937)
- Un americano a Oxford (A Yank at Oxford), regia di Jack Conway (1938)
- Marciapiedi della metropoli (Sidewalks of London), regia di Tim Whelan (1938)
- Via col vento (Gone with the Wind), regia di Victor Fleming (1939)
- Fatalità (21 Days), regia di Basil Dean (1940)
- Il ponte di Waterloo (Waterloo Bridge), regia di Mervyn LeRoy (1940)
- Lady Hamilton (That Hamilton Woman), regia di Alexander Korda (1941)
- Cesare e Cleopatra (Caesar and Cleopatra), regia di Gabriel Pascal (1945)
- Anna Karenina (Anna Karenina), regia di Julien Duvivier (1948)
- Un tram che si chiama desiderio (A Streetcar Named Desire), regia di Elia Kazan (1951)
- Profondo come il mare (The Deep Blue Sea), regia di Anatole Litvak (1955)
- La primavera romana della signora Stone (The Roman Spring of Mrs. Stone), regia di José Quintero (1961)
- La nave dei folli (Ship of Fools), regia di Stanley Kramer (1965)

## Teatro
- The Green Sash, di Debonnaire Sylvester e T. P. Wood, regia di Matthew Forsyth. Q Theatre di Londra (1935)
- The Mask of Virtue, di Carl Sternheim e Ashley Dukes, regia di Maxwell Wray. Ambassadors Theatre di Londra (1935)
- Riccardo II, di William Shakespeare, regia di John Gielgud e Glen Byam Shaw. Oxford University Dramatic Society di Oxford (1936)
- L'ipocrita felice, di Clemence Dane, Richard Addinsell e Max Beerbohm, regia di Maurice Colbourne. His Majesty's Theatre di Londra (1936)
- Enrico VIII, di William Shakespeare, regia di Robert Atkins. Open Air Theatre di Londra (1936)
- Because We Must, di Ingaret Giffard, regia di Norman Marshall. Wyndham's Theatre di Londra (1937)
- Bats in the Belfry, di Diana Morgan e Robert MacDermot, regia di A. R. Whatmore. Ambassadors Theatre di Londra (1937)
- Amleto, di William Shakespeare, regia di Tyrone Guthrie, con Laurence Olivier. Castello di Elsinore di Helsingør (1937)
- Sogno di una notte di mezza estate, di William Shakespeare, regia di Tyrone Guthrie. Open Air Theatre di Londra (1937)
- Serena Blandish, di S. N. Behrman e Enid Bagnold, regia di Esme Percy. Gate Theatre di Londra (1938)
- Romeo e Giulietta, di William Shakespeare, regia di Laurence Olivier. New York, San Francisco, Chicago, Washington (1940)
- Il dilemma del dottore, di George Bernard Shaw, regia di Irene Hentschell. Haymarket Theatre di Londra (1942)
- La scuola della maldicenza, di Richard Brinsley Sheridan. Haymarket Theatre di Londra (1942)
- Spring Party — A Revue, da Lewis Carroll e Clemence Dane, regia di John Gielgud. Tour del Nordafrica (1943)
- La famiglia Antropus, di Thornton Wilder, regia di Laurence Olivier. Phoenix Theatre di Londra (1945)
- La famiglia Antropus, di Thornton Wilder, regia di Laurence Olivier. Piccadilly Theatre di Londra (1946)
- La famiglia Antropus, di Thornton Wilder, regia di Laurence Olivier. Tour australiano (1948)
- Riccardo III, di William Shakespeare, regia di Laurence Olivier. Tour australiano (1948)
- La scuola della maldicenza, di Richard Brinsley Sheridan, regia di Laurence Olivier. Tour australiano (1948)
- Riccardo III, di William Shakespeare, regia di Laurence Olivier. New Theatre di Londra (1949)
- Antigone, di Jean Anouilh, regia di Laurence Olivier. New Theatre di Londra (1949)
- Un tram che si chiama Desiderio, di Tennessee Williams, regia di Laurence Olivier. Aldwych Theatre di Londra (1949)
- Cesare e Cleopatra, di George Bernard Shaw, regia di Michael Benthall. St James's Theatre di Londra e Ziegfield Theatre di New York (1951)
- Antonio e Cleopatra, di William Shakespeare, regia di Michael Benthall. St James's Theatre di Londra e Ziegfield Theatre di New York (1951)
- The Sleeping Prince, di Terence Rattigan, regia di Laurence Olivier. Phoenix Theatre di Londra (1953)
- La dodicesima notte, di William Shakespeare, regia di John Gielgud, con Laurence Olivier. Royal Shakespeare Theatre di Stratford-upon-Avon (1955)
- Macbeth, di William Shakespeare, regia di Glen Byam Shaw, con Laurence Olivier. Royal Shakespeare Theatre di Stratford-upon-Avon (1955)
- Tito Andronico, di William Shakespeare, regia di Peter Brook, con Laurence Olivier. Royal Shakespeare Theatre di Stratford-upon-Avon (1955)
- South Sea Bubble, di Noël Coward, regia di William Chappell. Lyric Theatre di Londra (1956)
- Tito Andronico, di William Shakespeare, regia di Peter Brook, con Laurence Olivier. Parigi, Vienna, Belgrado, Zagabria, Varsavia, Londra (1957)
- Duel of Angels, di Jean Giraudoux e Christopher Fry, regia di Jean-Louis Barrault. Apollo Theatre di Londra (1958)
- Look After Lulu!, di Georges Feydeau, traduzione e regia di Noël Coward. Royal Court Theatre e New Theatre di Londra (1959)
- Duel of Angels, di Jean Giraudoux e Christopher Fry, regia di Robert Helpmann. Helen Heyes Theatre di New York (1960)
- Duel of Angels, di Jean Giraudoux e Christopher Fry, regia di Robert Helpmann. Tour di Australia e Nuova Zelanda (1961-1962)
- La dodicesima notte, di William Shakespeare, regia di Robert Helpmann. Tour di Australia, Nuova Zelanda e America Latina (1961-1962)
- La signora delle camelie, da Alexandre Dumas (figlio), regia di Robert Helpmann. Tour di Australia, Nuova Zelanda e America Latina (1961-1962)
- Tovarich, libretto di David Shaw, musiche di Lee Pockriss e versi di Anne Croswell, regia di Peter Glenville. Broadway Theatre di New York (1963)
- The Contessa, di Paul Osborn e Maurice Druon, regia di Robert Helpmann. Newcastle upon Tyne, Manchester e Liverpool (1965)
- Ivanov, di Anton Čechov, adattamento e regia di John Gielgud. Tour di Stati Uniti e Canada (1966)

## Riconoscimenti
- Premio Oscar
  - 1940 – Miglior attrice per Via col vento
  - 1952 – Miglior attrice per Un tram che si chiama Desiderio

- Golden Globe
  - 1952 – Candidatura alla migliore attrice in un film drammatico per Un tram che si chiama Desiderio

- BAFTA
  - 1953 – Migliore attrice britannica per Un tram che si chiama Desiderio

- Hollywood Walk of Fame
  - 1960 – Stella

- Mostra internazionale d'arte cinematografica
  - 1951 – Coppa Volpi alla miglior attrice per Un tram che si chiama Desiderio

- New York Film Critics Circle Awards
  - 1939 – Miglior attrice protagonista per Via col vento
  - 1951 – Miglior attrice protagonista per Un tram che si chiama Desiderio

- Tony Award
  - 1963 – Miglior attrice protagonista in un musical per Tovarich

## Doppiatrici italiane
- Lydia Simoneschi in Patrizia e il dittatore, Via col vento, Un tram che si chiama desiderio, La primavera romana della signora Stone
- Rosetta Calavetta in Marciapiedi della metropoli, La nave dei folli
- Vittoria Febbi nei ridoppiaggi di Lady Hamilton e Anna Karenina
- Renata Marini in Il ponte di Waterloo
- Ada Maria Serra Zanetti nel ridoppiaggio di Via col vento